# Josef Bühler
Josef Bühler (16. februar 1904 – 22. august 1948) var en tysk jurist og embedsmand i det nationalsocialistiske Tyskland.
Josef Bühler blev født i Waldsee (Württemberg) som søn af en bager. Han havde katolsk baggrund. Han studerede jura og opnåede en doktorgrad. Han meldte sig ind i NSDAP i 1933.
Josef Bühler blev dømt for medansvar for forbrydelser mod den polske befolkning og for massemord mod jøder i Polen. Han blev dømt til døden, og fra Tyskland udleveret til Polen og henrettet i Krakow 22. august 1948.